# Sieradz
Sieradz (udtale: [ˈɕɛrat͡s]  ( hør) Latin: Siradia, Yiddish: שעראַדז, שערעדז, שעריץ, tysk: 1941-45 Schieratz) er en by og kommune (Gmina) i det centrale Polen. Den ligger i voivodskabet Łódźsk (Województwo łódzkie) og har 40.014(2021) indbyggere og et areal på 34,64 km². Den er administrationsby i powiat (amt) Sieradz. Sieradz er en af de ældste byer i Polen, og var i middelalderen tre gange sted for valget af polske monarker. Polske konger ledede seks forsamlinger fra byen.

## Geografi
Sieradz ligger ved floden Warta, omkring 60 km sydvest for Łódź og 140 km nordøst for Breslau.

## Historie
De ældste bebyggelser kan groft føres tilbage til 600-tallet. Den ældste kendte omtale af Sieradz kommer fra den pavelige bulle Ex commisso nobis fra 1136, og er det ældste kendte dokument på polsk. I midten af det 13. århundrede blev den tildelt kommunale rettigheder af hertug Kasimir 1. af Kujavia. Der var også kommet mange nybyggere fra Skotland og Holland efter det 13. århundrede. Under Polens delinger var Sieradz oprindeligt en del af Senioratprovinsen, og siden 1231 var det hovedstaden i Hertugdømmet Sieradz, som i 1339 blev omdannet til Sieradz Voivodeskab i Polen. Den polske konge Kasimir 3. rejste et slot i Sieradz. I middelalderen blev byen angrebet af det mongolerne under alle tre mongolske invasioner af Polen, Bøhemerne og Den Tyske Orden.